# 産業振興プラザ
産業振興プラザ（さんぎょうしんこうプラザ）とは、各種産業発展の寄与を目的に創設、設置された施設。またはこれに類する機能を有すウェブサイトであり、この名称が付与された施設は日本国内に散見される。 同様の目的の施設に、産業振興センターと称される施設も日本では北海道から沖縄まで広く存在する。

また、グローバル観点では、Industrial promotion center は見受けられるが、Industrial promotion plaza は、プラザの使い方が日本独特なのか特定しきれていない。

## 概要
産業振興プラザは、振興の対象が、民間企業、大学、地方公共団体の三者であり、産官学連携のタイプから、企業群連携のみのタイプまで様々である。また、対象地域では、市内、県内、国内など各プラザによって異なる。プラザの機能においても、会議室や掲示板といった交流の場提供タイプから、展示場、貸工場、貸事務所といった実務空間提供タイプまで幅広い。
インターネット上で公開されている主な産業振興プラザ
- 秋田県産業振興プラザ （秋田県秋田市）
- 茅野･産業振興プラザ （長野県茅野市）
- ぬまづ産業振興プラザ （静岡県沼津市）
- 先端技術産業振興プラザ （愛知県豊田市）
- 和泉市産業振興プラザ （大阪府和泉市）
- ふるさと やまぐち産業振興プラザ （山口県山口市）

## 秋田県産業振興プラザ
秋田県内の産業における新たな事業取組みを支援し、県内経済の発展に資する場。2000年4月1日オープン。

## 茅野･産業振興プラザ
茅野市内の企業、公立諏訪東京理科大学、茅野市役所からの企業案内、新製品ニュース、研究紹介、製品展示といった情報発信の場。
茅野市内の企業相互間における情報交換、連携・協力や、大学・企業間の情報連携の場。2009年5月8日オープン。

## ぬまづ産業振興プラザ
産業振興の総合支援を目的に創設。　特に地域に密着したコミュニティビジネスに注力。

## 先端技術 産業振興プラザ
経済産業省中部経済産業局が主宰する「次世代自動車地域産学官フォーラム」のパートナー企業が「日本のモノづくりの持続・発展」「地域社会貢献」を目的に、国内外問わず多種多様な産業企業をプラザに誘致し、国内に広く先端技術･製品を普及させるべく運営する常設展示場。2014年2月19日グランドオープン。2016年3月閉館。

## 和泉市産業振興プラザ
事業展開を目指す創業者、中小企業に対し、貸工場、貸事務所を提供する場。2013年4月オープン。

## ふるさと やまぐち産業振興プラザ
ウェブサイトを介し、山口県内の中小企業組合、企業、団体系中心に、製品、商品、サービス等を紹介し、県下中小企業の情報発信機能の強化とビジネスマッチング連携交流を促進するインターネット上のコミュニティ。

## 各施設リンク
- 秋田県産業振興プラザ - 秋田県中小企業団体中央会
- 茅野･産業振興プラザ - 茅野市
- ぬまづ産業振興プラザ - イーラ・パーク
- 先端技術 産業振興プラザ - 明和eテック
- 和泉市産業振興プラザ - 和泉市
- ふるさと やまぐち産業振興プラザ - 山口県中小企業団体中央会

## 関連リンク
- 秋田県産業振興プラザ条例 - 秋田県条例 第七十九号
- 秋田県産業振興プラザ条例施行規則 - 秋田県規則第四十五号
- ものづくりネット茅野 - 茅野市役所商工課
- 和泉市産業振興プラザ条例施行規則 - 規則第23号